# Krach de 1929

Graphe de la valeur du Dow Jones entre octobre 1928 et octobre 1930.

Le krach de 1929 est une crise boursière qui s'est déroulée à la Bourse de New York entre le jeudi 24 octobre et le mardi 29 octobre 1929 : en quelques jours, l'indice principal qui avait augmenté de + de 500 % depuis le début des années 1920 perd presque la moitié de sa valeur.
Cet événement est l'un des plus célèbres de l'histoire boursière, marquant le début de la Grande Dépression, la plus grande crise économique de l'Histoire. Les jours-clés du krach ont hérité de surnoms distincts : le 24 octobre est appelé « jeudi noir », le 28 octobre est le « lundi noir », et le 29 octobre est le « mardi noir ». Conséquence directe, aux États-Unis, le chômage et la pauvreté explosent pendant la Grande Dépression et poussent quelques années plus tard à une réforme profonde et nécessaire des marchés financiers.
Mais outre cette crise économique, de nombreux spécialistes de la crise de 1929, historiens et économistes, montrent comment ce krach boursier a déstabilisé les politiques économiques allemandes, permettant dans une certaine mesure l'arrivée au pouvoir d'Adolf Hitler et du parti nazi à la suite du retrait brutal des capitaux américains d'Allemagne,, ainsi que les déstabilisations économiques, sociales et politiques de certains pays d'Amérique latine menant à plusieurs coups d'États.

## Mécanisme

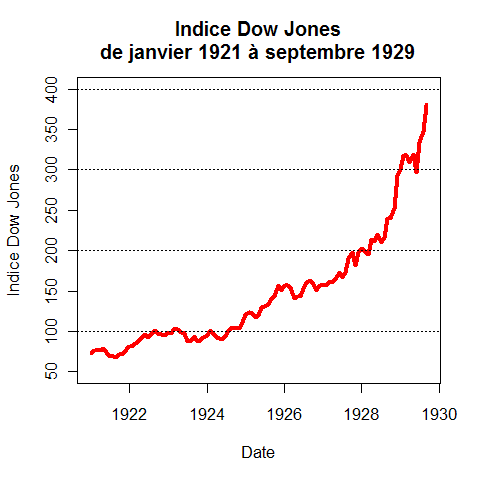
Indice Dow Jones de 1921 à septembre 1929.

La crise de 1929 est consécutive à une bulle spéculative, dont la genèse remonte au début des années 1920. La bulle est amplifiée par le nouveau système d'achat à crédit d'actions nommé le call loan (« emprunt à appel »), qui depuis 1926 est permis à Wall Street. Les investisseurs peuvent ainsi acheter des titres avec une couverture de seulement 10 % : pour dix dollars achetés, ils ne déposent qu'un dollar. Le taux d'emprunt varie selon le taux d'intérêt à court terme ; la pérennité de ce système dépend donc, en partie, de la différence entre le taux d'appréciation des actions et ce taux d'emprunt.
Pour l'historien de l'économie Charles Kindleberger, la cause immédiate réside dans le fait que dans les « deux semaines avant la chute du 24 octobre, les prêts de brokers pour les titres « autres » diminuèrent de 120 000 000 $, en grande partie à cause des retraits étrangers ». D'un point de vue technique (il y a aussi pour lui des causes plus politiques), c'est le dernier maillon d'une série qui court de la hausse du taux d'escompte à New York en août, à la faillite de l'entreprise Hatry à Londres qui, à son tour, provoque une hausse des taux en Angleterre le 20 septembre (la veille, la bourse de New York avait atteint son maximum) qui, à son tour, conduit à des retraits de capitaux de New York. 

## Histoire

### Les origines: la bulle des années 1920

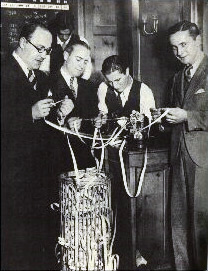
Scène de liesse devant un téléimprimeur.

Les années 1920 marquent une période de forte croissance aux États-Unis et en Europe, où se produit tout d'abord une chute des cours de 31 % en un jour à la Bourse de Berlin, appelée krach du 13 mai 1927. Dès 1928, l'Allemagne entre en récession. Le plan Young allège les réparations, mais en compensation les rend prioritaires par rapport aux dettes commerciales, ce qui fait prendre conscience aux prêteurs américains des risques qu'ils encourent pour leurs prêts passés et accroît la pression sur la balance des paiements à partir de la fin de 1929.
Ainsi, de 1921 à 1929, le monde semble installé dans une période de prospérité. Après des années de tensions politiques entre grandes nations à la suite du règlement difficile de la Première Guerre mondiale, la paix paraît rétablie durablement. La production industrielle augmente de 50 %. Le « boom » boursier n'apparaît donc pas ex nihilo. Mais il est trop rapide : la hausse annuelle des cours pendant la même période est de 18 %, soit une hausse totale de plus de 300 %. Selon l'économiste Jacques Brasseul, « le cours des titres augmente plus que les profits des entreprises, qui eux-mêmes augmentent plus que la production, la productivité, et enfin plus que les salaires, bons derniers dans cette course ». Un élément spéculatif se développe, puis devient prépondérant à partir de 1928, date où le cabinet Charles Merrill (aujourd'hui Merrill Lynch) recommande de ne plus s'endetter davantage pour acheter des actions, et indique : « Sans que cela constitue une recommandation de vente, le moment est opportun pour se libérer de ses crédits ». Ce ne sont en effet plus les dividendes qui attirent les investisseurs, mais la possibilité de revendre avec une importante plus-value ; beaucoup de titres sont achetés à crédit à cette fin.
L'économie, elle, montre des signes de faiblesse dès le début 1929 : ainsi, la production automobile chute de 622 000 véhicules à 416 000 entre mars et septembre. La production industrielle, elle, recule de 7 % entre mai et octobre. Ce ralentissement est en partie dû à un phénomène d'asphyxie : les capitaux disponibles accourent à la bourse plutôt que vers l'économie « réelle ».
Entre mars 1926 et octobre 1929, le cours des actions augmente de 120 %. Le 3 septembre, l'indice Dow Jones atteint 381,17, son plus haut niveau avant 1954. Le 16 octobre, l'économiste Irving Fisher déclare : « Stock prices have reached what looks like a permanently high plateau » (« Les cours ont atteint ce qui semble être le plateau perpétuel »).

### Le krach

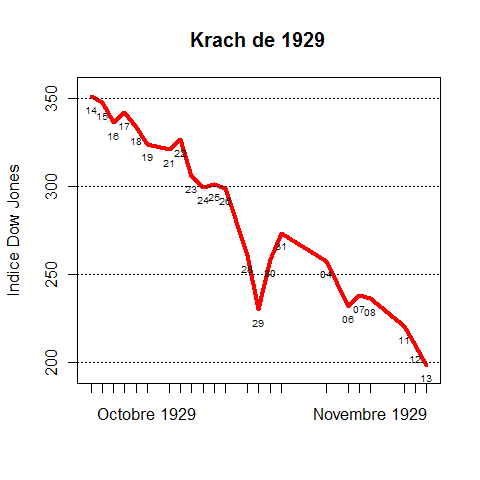
L'indice Dow Jones pendant le krach de 1929.

Quelques jours avant le krach (les 18, 19 et 23 octobre), les premières ventes massives ont lieu. Ce sont encore des prises de bénéfices, mais elles commencent à entraîner les cours à la baisse.
Le jeudi 24 octobre (jeudi noir ou Black Thursday) marque la première grande panique. Le matin, il ne se trouve presque pas d'acheteurs, quel que soit le prix, et les cours s'effondrent. À midi, l'indice Dow Jones a perdu 22,6 %. Une émeute éclate à l'extérieur du New York Stock Exchange, après que les gardes du bâtiment et la police ont empêché des actionnaires d'entrer. La galerie des visiteurs est fermée. Les rumeurs les plus folles circulent : onze spéculateurs se seraient suicidés, les bourses de Chicago et Buffalo auraient déjà fermé, celle de New York serait sur le point de le faire. Une réunion d'urgence entre cinq des principaux banquiers de New York se tient au siège de J.P. Morgan & Co. pendant une vingtaine de minutes. À son issue, Thomas Lamont, un des dirigeants de J.P. Morgan, déclare : « Il y a eu une petite quantité de vente à perte à la Bourse […] en raison de conditions techniques sur le marché. […] Le consensus de notre groupe est que la plupart des cotations de la Bourse ne représentent pas fidèlement la situation. […] La situation est susceptible de s'améliorer ». Le marché rebondit légèrement à la nouvelle que les banques vont intervenir pour soutenir les cours. En effet, vers 13 h 30, des investisseurs institutionnels menés par Richard Whitney (en), vice-président du NYSE, interviennent directement : Whitney s'approche du poste de cotation d'U.S. Steel, demande le cours en vigueur (195), et annonce « J'achète 25 000 parts à 205 ». Dès que les premiers titres s'échangent, il recommence l'opération pour une autre action, et fait ainsi le tour d'une douzaine de postes. Les cours se redressent rapidement, et la baisse pour la journée est limitée à 2,1 % (indice Dow Jones : 299,47). Par exemple, le titre Montgomery Ward vaut 83 dollars à l'ouverture, 50 en milieu de journée, 74 à la clôture. Deux titres enregistrent leur plus haut niveau de l'année, tandis que 441 atteignent leur plus bas niveau. Les volumes échangés atteignent 12,9 millions d'actions pour la journée — un record, le volume moyen quotidien étant de 4,5 millions, et le précédent record de seulement 8,3 millions. Les téléimprimeurs ont jusqu'à une heure et demie de retard sur les cours ; ainsi les vendeurs paniqués ne savent pas encore à quel prix ils ont cédé leurs titres.
Les nombreux investisseurs qui ont emprunté pour spéculer sont néanmoins contraints de liquider leurs positions (appels de marge ou margin calls) à partir du lendemain. Les cours restent stables le vendredi 25 (Dow Jones : 301,22) et samedi 26 (avant guerre, il y avait une demi-session le samedi).
Le cycle s'emballe le lundi 28, qui restera dans les mémoires comme le « lundi noir » (Black Monday), où 9,25 millions de titres sont échangés. Les banques n'interviennent pas, contrairement au jeudi précédent. L'indice Dow Jones perd 13 % (260,64), un record qui ne sera battu que lors du krach d'octobre 1987. Certains titres sont massacrés : General Electric perd 48 points, Eastman Kodak 42, AT&T et Westinghouse 34, U.S. Steel, 18.
Le 29 octobre, le « mardi noir » (Black Tuesday), le volume échangé atteint 16,4 millions de titres. Les téléimprimeurs ont jusqu'à deux heures et demie de retard sur les cours. L'indice Dow Jones perd encore 12 % (230,07) et les gains d'une année de hausse disparaissent. Winston Churchill, qui se trouve alors à New York, affirme être le témoin du suicide d'un spéculateur qui se serait jeté par la fenêtre. L'événement n'a jamais été confirmé, et il est à l'origine des légendes sur les nombreux spéculateurs qui se seraient ainsi défenestrés (en tant que phénomène massif, il a été démontré statistiquement que les suicides d'acteurs du système financier à cause du krach sont une légende urbaine). Entre le 22 octobre et le 13 novembre, l'indice Dow Jones passe de 326,51 à 198,69 (-39 %), ce qui correspond à une perte virtuelle de 30 milliards de dollars, dix fois le budget de l'État fédéral américain et plus que ce que les États-Unis avaient dépensé pendant toute la Première Guerre mondiale.

### Après le krach

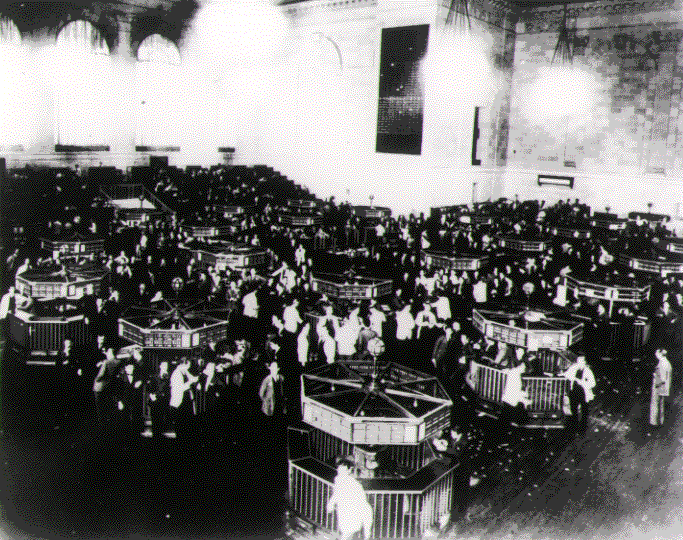
La salle des échanges de la bourse de New York peu après le krach.

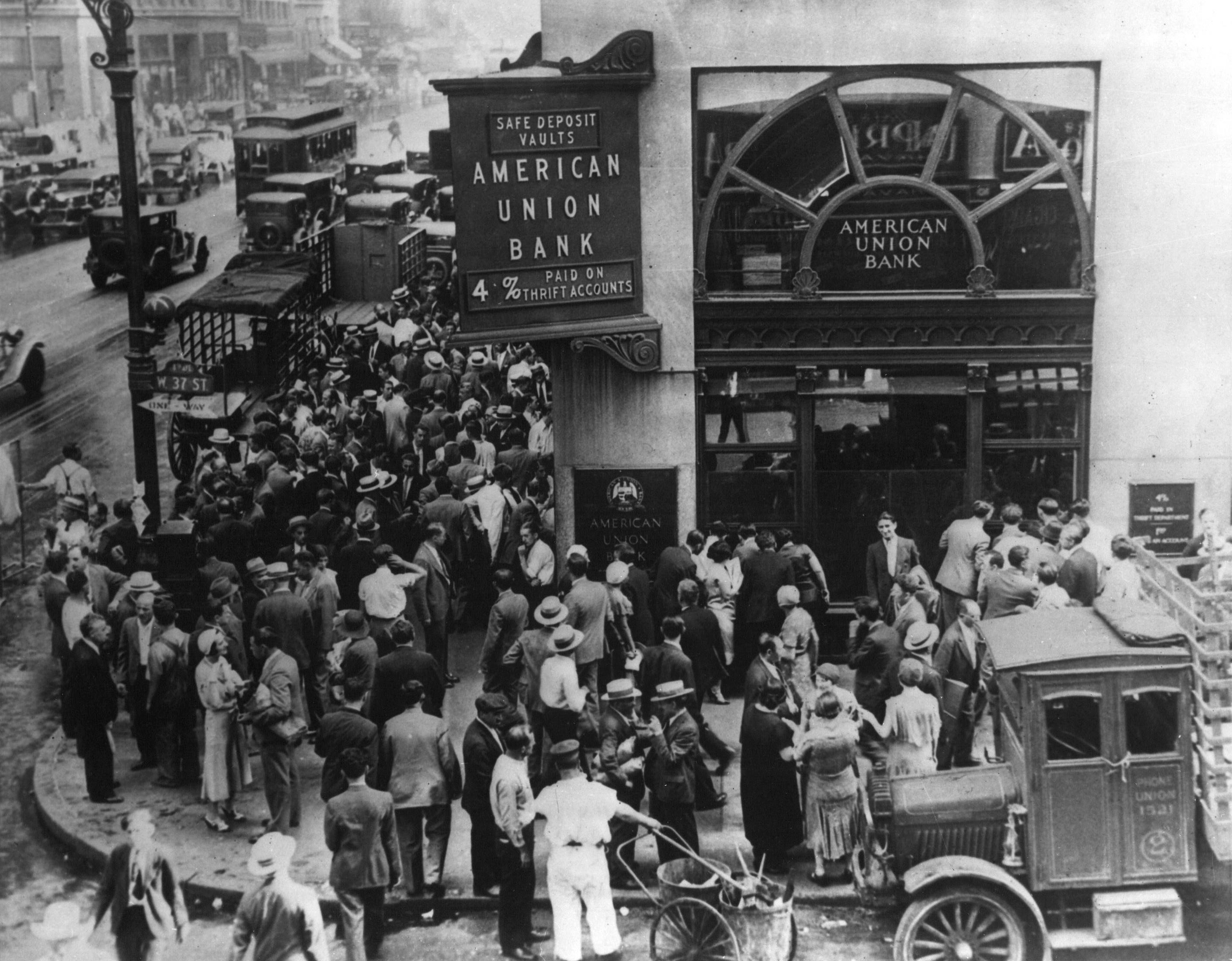
L'American Union Bank ferme ses portes le 30 juin 1931.

Par un effet de dominos, c'est l'ensemble de la Bourse qui s'effondre, et la chute de 1930 à 1932 est supérieure à celle de l'année 1929. Le 8 juillet 1932, l'indice Dow Jones tombe à 41,22, son plus bas niveau depuis sa création en 1896.
Parmi les effondrements spectaculaires, Goldman Sachs passe de 104 dollars en 1929 à 1,75 en 1932, American Founders Group (société d'investissement) passe de 75 dollars à 0,75 en 1935, U.S. Steel passe de 262 dollars à 22 le 8 juillet 1932, General Motors passe de 1 075 dollars à 40 en 1932 et General Electric de 1 612 dollars à 154 en 1932. Le Dow Jones perd, dans cet intervalle, 89 % de sa valeur, il faudra attendre 1959 pour que le Dow Jones retrouve sa valeur initiale. La valeur virtuelle de l'ensemble des titres perd en fin de compte, quant à elle, 72 milliards de dollars.
Parmi les perdants célèbres, avec leurs pertes en dollars de l'époque, citons : J. P. Morgan, Jr. qui perd entre 20 et 60 millions de dollars, la famille Vanderbilt (40 millions), la famille Rockefeller qui voit fondre environ 80 % de son patrimoine, Eddie Cantor perd 2 millions, Winston Churchill est appauvri de 500 000 et Groucho Marx de 240 000[réf. nécessaire].
La perte de confiance due à la crise boursière affecte la consommation et les investissements lors des mois suivant le krach. Les investisseurs qui ont spéculé en empruntant ne peuvent plus rembourser et causent des pertes sèches, ce qui conduit les banques à restreindre leur crédit. Les grandes entreprises connaissent alors des difficultés de trésorerie croissantes. Les plus faibles font faillite, ce qui accroît la fragilité des banques. Les épargnants paniquent et se précipitent auprès de leur banque pour retirer leur argent. Sans mécanismes de stabilisation, les banques les plus faibles sont dévastées par l'hémorragie de fonds et doivent faire faillite à leur tour : la crise devient alors une crise bancaire à partir de 1930.
Les crédits se tarissent, la consommation, l'investissement et la production continuent de chuter, le chômage explose (de 1,5 million à 15 millions en 1933), et la crise bancaire devient une crise économique en 1931.
La crise affaiblit le mouvement ouvrier. Les travailleurs qui avaient un emploi craignaient tellement de le perdre qu'ils suivaient le plus souvent les appels à la modération des dirigeants parlementaires et syndicaux.
Une tentative de redressement de l'économie américaine sera amorcée par le New Deal et en particulier le National Industrial Recovery Act de 1933, mais une rechute se produit en 1937. Ce n'est qu'avec l'entrée des États-Unis dans la Seconde Guerre mondiale fin 1941 que le pays se redresse durablement.
Les indices boursiers ne reprendront des valeurs comparables à celles précédant la crise de 1929 que 25 ans plus tard (le pic du 3 septembre 1929 est dépassé le 23 novembre 1954). Les pratiques d'investissement prennent une nouvelle forme, avec des investissements pensés à plus court terme. Ces pratiques commencent à être défendues après le Krach par Gérald M. Loeb, alors banquier d'investissement dans une société à Wall Street.
La crise boursière de 1929 dégénère en crise économique et son onde de choc se propage dans le monde entier, quoiqu'avec un certain retard et de façon irrégulière suivant le niveau d'exposition de l'économie locale aux  risques boursiers américains.
Dans la « Vieille Europe », qui peine à se remettre de la Première Guerre mondiale, les États-Unis, leurs immenses gratte-ciel, leur industrie ultra-moderne, leur industrie cinématographique omniprésente et leur puissance économique fascinent et révulsent en même temps, comme en témoigne la vision assez caricaturale d'Hergé dans Tintin en Amérique parue dans le très catholique supplément jeunesse du journal belge Le Vingtième siècle dirigé par un « curé de choc », l'abbé Norbert Wallez.
Dans ce contexte, la dégringolade de l'économie américaine marquée par un supposé « pêché d'orgueil » peut apparaître pour certains européens comme l'expression d'une forme de justice immanente.
Le journaliste Joseph Kessel publiera une série d'articles sur les suites de la crise de Wall Street sous le titre L'Amérique aux abîmes qui décrivent de façon frappante le désarroi et la misère des classes moyennes et ouvrières américaines plongées dans la pauvreté et le chômage.

## Dans les arts et la culture populaire

### Filmographie
La crise de 1929 a indirectement inspiré quelques œuvres qui abordent cet événement financier.

#### Cinéma
- 1932 : The Crash de William Dieterle.
- 2012 : Dans Men in Black 3 de Barry Sonnenfeld, lorsque J remonte dans le temps, il rencontre des actionnaires ruinés qui se seraient suicidés en se jetant par les fenêtres.

#### Télévision

##### Documentaire
- 1993 : Les Brûlures de l'histoire épisode 10 La Crise de 29 aux États-Unis et en Europe.
- 1997 : Histoire de comprendre épisode 45 Octobre 1929, Panique à Wall Street.
- 2008 : 1929: The Great Crash de Paul Dickin.
- 2009 : 
  - 1929 épisode 1 La Crise réalisé par William Karel.
  - Les grands reportages épisode 1929 | Le Grand Krach.
- 2017 : L'Histoire de l'Amérique en couleur épisode Les Années 1920.

### Musique

#### Chanson
Dollar est écrite en 1932 par Jean-Villard dit « Gilles », un chansonnier suisse prolifique aux convictions de gauche nettement marquées qui connut un grand succès avec cette œuvre.